# The Three Bad Wolves
The Trhee Bad Wolves (conocido como "Los Tres Lobos Malos" en Latinoamérica) es el sexto episodio de la primera temporada de la serie de televisión estadounidense de drama/policial/fantasía Oscura Grimm. El episodio fue escrito por Naren Shakar en conjunto con Sarah Goldfinger, y la dirección estuvo a cargo de Clark Mathis. El episodio se estrenó originalmente el 9 de noviembre del año 2011 por la cadena de televisión NBC. En América Latina el episodio debutó el 23 de enero del 2012 por el canal Unniversal Channel.
En este episodio Nick lucha por encontrar al responsable de una especie de incendio provocado en el hogar de los Lasser, una familia de Blutbaden que poseen una herencia de dinero que se hereda después de la defunción de cada hermano. Pero el caso se complica más cuando Monroe aparece como un conocido de la familia.     

## Argumento
Nick, Hank y Wu son llamados para investigar la misteriosa explosión de la residencia de Hap Lasser, un hombre que a pesar de ser amigable y despreocupado, resulta ser un Blutbad. Aunque los resultados de los estudios del experto en incendios: el teniente Orson, indican que la explosión fue accidental. Nick comienza a sospechar del caso, al descubrir que el hermano mayor de la víctima, murió en una situación parecida. Nick ve la ventaja de acercarse a Hap, luego de descubrir que Monroe es un viejo amigo del Blutbad.   
Nick convence a Monroe de mantener vigilado a Hap, mientras él monta guardia desde afuera. Esa misma noche, Nick es atacado por Angelina Lasser; una Blutbad, la hermana menor de Hap y la exnovia de Monroe. Angelina cree que el Grimm es el responsable de los ataques a su familia y alega haber venido a Portland para verificar el bienestar de su hermano mayor. Nick por su parte sospecha de Angelina por su comportamiento agresivo y la llega a acusar de estar detrás de los crímenes. Si bien Monroe afirma que Angelina no es una amenaza, Nick decide investigar a la Blutbad por su cuenta.    
Con ayuda de Hank y los medios de la policía, Nick descubre que Angelina es la sospechosa de dos homicidios. Mientras en tanto Monroe es convencido por su antigua pareja de correr por los bosques un rato, pero los dos terminan sacando su lado salvaje y se quedan toda la noche afuera. Poco después Hap es asesinado en el hogar de Monroe por una especie de cerdo humanoide.  
Al día siguiente Monroe y Angelina encuentran el cadáver de Hap y lo reportan a la policía, ocasionando que Nick se percate de que la Blutbad no es la responsable del delito. Sin embargo, se ve en la obligación de tratarla como sospechosa como parte de su trabajo. Tras salir en libertad condicional por no ser encontrada culpable, Angelina le comunica a Monroe que sabe que el responsable es un Bauerschwein y que tiene planeado vengar a sus hermanos. Eventualmente Monroe es visitado por el teniente Orson quien esperaba encontrarse con Angelina, pero al no conseguirlo decide marcharse sin hacerle daño y darle el mensaje de que están a mano, dando a entender que Angelina mató a sus dos hermanos en el pasado. Poco después Monroe llama a Nick para comunicarle que los Bauerschwein son criaturas parecidas a los cerdos y que esta especie y los Blutbaden han sido enemigos por siglos. Aunque la confesión de Monroe ayuda a Nick a identificar al criminal, el primero se rehúsa ayudar al Grimm, explicando que quiere verlo pagar por lo que le hizo Hap.  
Nick se apresura a ir a la comisaría para informarle a Hank de las noticias, pero cuando llega, este es informado de que Angelina irrumpió en el edificio buscando a Orson sin éxito. En respuesta Nick va hasta el hogar del Bauerschwein, buscando detener el confrontamiento. No obstante Angelina aparece y ataca al asesino de su hermano. Nick interviene en la pelea, golpeando a Angelina en un punto débil de los Blutbaden, pero las cosas se complican cuando Orson aprovecha para dispararle a su rival. Nick retiene a Orson pero Angelina consigue escapar. Más tarde, Nick llama a Monroe para intentar convencerlo de rastrear a Angelina, pero este se vuelve a negar a ayudar y luego escucha en el bosque los aullidos de Angelina.

## Elenco
- David Giuntoli como Nick Burkhardt.
- Russell Hornsby como Hank Griffin.
- Bitsie Tulloch como Juliette Silverton.
- Silas Weir Mitchell como Eddie Monroe.
- Sasha Roiz como el capitán Renard.
- Reggie Lee como el sargento Wu.

## Producción
El argumento del episodio fue inspirado por el cuento infantil los tres cerditos, un relato escrito e ilustrado por los hermanos Grimm.  
El episodio fue estrenado a tan solo un día de su antecesor como parte de una promoción especial por parte de la NBC.

### Continuidad
- Nick aprende nuevos detalles de los Blutbaden gracias a los libros en el tráiler de la tía Marie (Pilot)
- Los Lasser resultan ser antiguos compañeros de Monroe, cuando este llevaba una vida salvaje.

## Recepción

### Audiencia
En su semana de estreno en los Estados Unidos, The Three Bad Wolves fue recibido con un total de 5.430.000 de espectadores.

### Crítica
Kevin McFarland de AVClub le dio al episodio una B+ en una categoría de la A a la F. Comentando: "A pesar de no durar una hora, este fue sin embargo el mejor episodio de Grimm hasta la fecha, que trajo todos los elementos innecesarios del show en la trama principal, un caso de la semana que incluye nuevos personajes y crea fuertes vínculos entre Nick y Eddie.
Amy Ratcliffe de IGN le dio al episodio un 8.5 en una escala del 1 al 10, argumentando: "Me encanta que Monroe por fin tenga un tiempo en pantalla serio y largo en vez de ser la enciclopedia de Nick." También comento: "Espero que Grimm haga más episodios parecidos a este. La combinación de la sobrenatural con lo normal fue perfecto y el conflicto se sentía legitimo. Fue más que un caso de homicidio. Por primera vez me sentí como si estuviera conectada con uno de los personajes (Nick y Monroe). Más por favor."